# Diecezja Bafia
Diecezja Bafia (łac. Diocœsis Bafiensis) – diecezja rzymskokatolicka w Kamerunie. Powstała w 1965 jako prefektura apostolska. Diecezja od 1968.

## Główne świątynie
- Katedra: Katedra św. Sebastiana w Bafii

## Biskupi diecezjalni
- Prefekci apostolscy
  - Bp André Charles Lucien Loucheur CSSp. (1965–1968)

- Biskupi diecezjalni
  - Bp André Charles Lucien Loucheur CSSp. (1968–1977)
  - Bp Athanase Bala CSSp. (1977–2003)
  - Bp Jean-Marie Balla (2003–2017)
    - Bp Abraham Kome (administrator apostolski, 2017–2020)

  - Bp Emmanuel Dassi Youfang (od 2020)